# Pulau Sibarubaru
Pulau Sibarubaru är en ö i Indonesien.   Den ligger i provinsen Sumatera Barat, i den västra delen av landet, 800 km väster om huvudstaden Jakarta. Arean är 2,2 kvadratkilometer.
Terrängen på Pulau Sibarubaru är mycket platt. Öns högsta punkt är 20 meter över havet. Den sträcker sig 1,6 kilometer i nord-sydlig riktning, och 2,1 kilometer i öst-västlig riktning.